# 19 v.Chr.

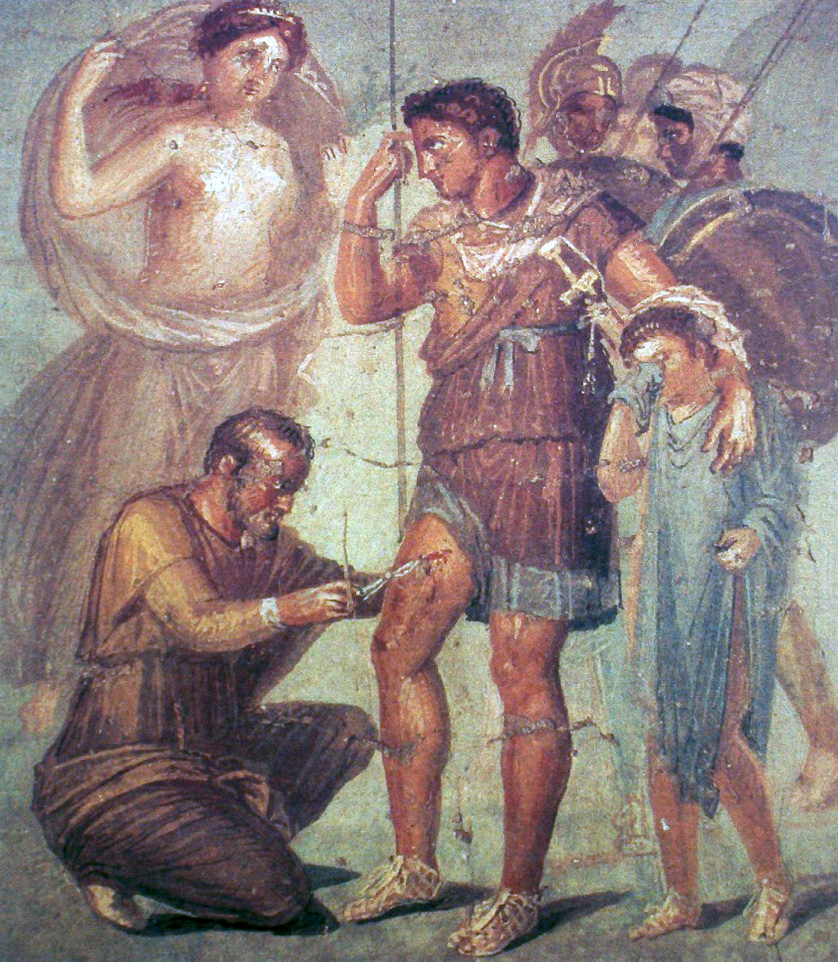
Een epos van Vergilius: De Trojaanse prins Aeneas, in aanwezigheid van diens moeder Venus en zijn zoon Anchises.
Fresco 3e eeuw van de "Villa van de chirurg" in Rimini.

Het jaar 19 v.Chr. is een jaartal in de 1e eeuw v.Chr. volgens de christelijke jaartelling.

## Gebeurtenissen

### Italië
- In Rome houdt Lucius Cornelius Balbus een triomftocht langs het Forum Romanum naar de Tempel van Jupiter, vanwege zijn overwinning op de Garamanten in Africa.
- Imperator Caesar Augustus wordt door de Senaat benoemd tot consul voor het leven. Hij krijgt tevens toezicht op de Cura Morum (Romeinse Wet).
- Marcus Vipsanius Agrippa laat de Aqua Virgo bouwen, het aquaduct is ca. 20 kilometer en heeft een capaciteit van circa 100.000 m³ per dag.
- Tiberius Claudius Nero huwt op aandringen van zijn moeder Livia Drusilla, met de 17-jarige Vipsania Agrippina.
- Vergilius Maro voltooit in Brindisium, op zijn sterfbed het epos de Aeneis.

### Europa
- Einde van de Cantabrische Oorlog: In Noord-Spanje worden de Cantabri onderworpen, het gebied wordt bij het Romeinse Keizerrijk ingelijfd.
- Agrippa laat in Nîmes (Frankrijk) het Maison Carrée bouwen, de Romeinse tempel wordt gewijd aan de erfgenamen van keizer Augustus.

### Korea
- Koning Yuri(myong) Wang bestijgt de troon van het koninkrijk Koguryo.

## Geboren
- Marcus Velleius Paterculus, Romeins historicus (overleden 31)
- Vipsania Julia Agrippina, dochter van Marcus Vipsanius Agrippa (overleden 28)

## Overleden
- Albius Tibullus, Romeins elegisch dichter
- 21 september - Vergilius Maro (51), Romeins dichter